# كيوشي نيشيمورا
كيوشي نيشيمورا (باليابانية: 西村潔؛ بالكانا: にしむら きよし) هو مخرج ياباني، ولد في 7 سبتمبر 1932 في تاتشيكاوا في اليابان، وتوفي في 17 نوفمبر 1993 في هاياما ‏ في اليابان.

## وصلات خارجية
- كيوشي نيشيمورا على موقع IMDb (الإنجليزية)
- كيوشي نيشيمورا على موقع أول موفي (الإنجليزية)
- كيوشي نيشيمورا على موقع قاعدة بيانات الفيلم (الإنجليزية)
- كيوشي نيشيمورا على موقع كينوبويسك (الروسية)